# E8 격자
수학에서 E8 격자는 {\displaystyle \mathbb {R} ^{8}}의 유일한 양의 정부호 짝 유니모듈러 격자이다. 이름은 E8 근계의 근 격자라는 사실에서 지어졌다.
E8 격자의 노름은 8개의 변수에서 양의 정부호 짝 유니모듈러 이차 형식이며, 역으로 이러한 이차 형식은 계수 8의 양의 정부호 짝 유니모듈러 격자를 구성하는 데 사용할 수 있다. 이러한 이차 형식의 존재는 1867년에 헨리 존 스티븐 스미스에 의해 처음으로 제시되었으며, 이 이차 형식의 첫 번째 명시적 구성은 1873년에 알렉산드르 코르킨과 예고르 졸로타레프에 의해 주어졌다. E8 격자는 1900년경 격자 자체의 기하학을 최초로 연구한 소롤드 고셋의 이름을 따서 고셋 격자라고도 한다.

## 격자점
E8 격자는 {\displaystyle \mathbb {R} ^{8}}를 생성하는 이산 부분군이다. E8 격자는 다음과 같은 점 집합 Γ8 ⊂ R8에 의해 명시적으로 구성될 수 있다.
- 모든 좌표가 정수이거나 모든 좌표가 반정수이다. 정수와 반정수의 혼합은 허용되지 않는다.
- 8개 좌표의 합은 짝수이다.

기호로 쓰면 다음과 같다.
{\displaystyle \Gamma _{8}=\left\{(x_{i})\in \mathbb {Z} ^{8}\cup (\mathbb {Z} +{\tfrac {1}{2}})^{8}:{\textstyle \sum _{i}}x_{i}\equiv 0\;({\mbox{mod }}2)\right\}.}

E8 격자의 다른 구성은 다음과 같은 점 집합 Γ′8 ⊂ R8에 의한 것이다.
- 모든 좌표가 정수이고 좌표의 합이 짝수이다.
- 또는, 모든 좌표가 반정수이고 좌표의 합은 홀수이다.

기호로 쓰면 다음과 같다.
{\displaystyle \Gamma _{8}'=\left\{(x_{i})\in \mathbb {Z} ^{8}\cup (\mathbb {Z} +{\tfrac {1}{2}})^{8}:{{\textstyle \sum _{i}}x_{i}}\equiv 2x_{1}\equiv 2x_{2}\equiv 2x_{3}\equiv 2x_{4}\equiv 2x_{5}\equiv 2x_{6}\equiv 2x_{7}\equiv 2x_{8}\;({\mbox{mod }}2)\right\}.}{\displaystyle \Gamma _{8}'=\left\{(x_{i})\in \mathbb {Z} ^{8}:{{\textstyle \sum _{i}}x_{i}}\equiv 0({\mbox{mod }}2)\right\}\cup \left\{(x_{i})\in (\mathbb {Z} +{\tfrac {1}{2}})^{8}:{{\textstyle \sum _{i}}x_{i}}\equiv 1({\mbox{mod }}2)\right\}.}
격자 Γ8 및 Γ′8 은 동형이며 홀수 개의 임의의 반정수 좌표의 부호를 바꾸어 하나에서 다른 것으로 사상할 수 있다. 격자 Γ8 은 E8에 대한 짝 좌표계라고 하고, 격자 Γ′8은 홀 좌표계라고 한다. 달리 지정하지 않는 한 짝 좌표계를 사용한다.

## 성질
E8 격자 Γ8 은 다음과 같은 성질을 가진 {\displaystyle \mathbb {R} ^{8}}의 유일한 격자이다.
- 정수 격자이다. 즉, 모든 격자점 쌍의 스칼라 곱이 정수이다.
- 유니모듈러 격자이다. 즉, 행렬식 ±1인 8 × 8 행렬의 열에 의해 생성될 수 있다. 동치 조건으로, Γ8 은 자기 쌍대적이다. 즉, 쌍대 격자와 같다.
- 이는 짝 격자이다. 즉, 모든 격자점의 노름[1]이 짝수임을 의미한다.

짝 유니모듈러 격자는 8로 나누어 떨어지는 차원에서만 발생할 수 있다. 16차원에는 Γ8 ⊕ Γ8 과, Γ8 과 유사한 방식으로 구성된 Γ16의 두 가지 격자가 있다. 차원 24에는 Niemeier 격자라고 하는 격자가 24개 있다. 이들 중 가장 중요한 것은 리치 격자이다.
다음 (상삼각)행렬의 열은 Γ8의 기저이다.
{\displaystyle \left[{\begin{smallmatrix}2&-1&0&0&0&0&0&1/2\\0&1&-1&0&0&0&0&1/2\\0&0&1&-1&0&0&0&1/2\\0&0&0&1&-1&0&0&1/2\\0&0&0&0&1&-1&0&1/2\\0&0&0&0&0&1&-1&1/2\\0&0&0&0&0&0&1&1/2\\0&0&0&0&0&0&0&1/2\end{smallmatrix}}\right]}
Γ8 은 이러한 벡터의 정수 생성이다. 모든 가능한 기저는 이 행렬에 GL(8, Z) 원소의 오른쪽 곱셈을 하여 얻어진다.
Γ8에서 0이 아닌 가장 짧은 벡터의 길이는 √2이다. 이러한 벡터는 240개 존재한다.
- 모두 반정수 (±1/2만 가능):
  - 모두 양수 또는 모두 음수: 2가지
  - 양수 4개, 음수 4개: (8*7*6*5)/(4*3*2*1)=70가지
  - 양수 2개와 음수 6개, 또는 양수 6개와 음수 2개: 2*(8*7)/(2*1) = 56가지
- 모든 정수 (0, ±1만 가능):
  - ±1 2개, 0 6개: 4*(8*7)/(2*1)=112가지

이들은 유형 E8의 근계를 형성한다. 격자 Γ8 은 E8 근 격자와 동일하며, 이는 240개의 근의 정수 생성임을 의미한다. 8개의 단순근을 선택하면 Γ8의 기저가 된다.

## 구 채우기 및 입맞춤 수
E8 격자는 8차원 구 채우기 문제와 입맞춤 수 문제에 대한 최적해이다.
구 채우기 문제는 {\displaystyle \mathbb {R} ^{n}}에서 같은 반지름을 가진, 속이 찬 n차원 구를 두 구가 겹치지 않도록 채우는 방법 중 가장 조밀한 것에 대한 문제이다. 격자 채우기(lattice packing)는 모든 구를 격자점의 중심에 배치하는 특수한 유형의 구 채우기이다. 반경이 1/√2인 구를 E8 격자점에 배치하면 밀도 {\displaystyle {\frac {\pi ^{4}}{2^{4}4!}}\cong 0.25367}인 {\displaystyle \mathbb {R} ^{8}}의 격자 채우기를 얻는다.
Hans Frederick Blichfeldt는 1935년 논문을 통해 이는 8차원의 격자 채우기에 의해 달성될 수 있는 최대 밀도임을 증명하였다. 또한 E8 격자는 등각투영 및 스칼라배 변형을 고려하지 않는다면 이 밀도를 가진 유일한 격자이다. 마리나 뱌조우스카는 2016년에 이 밀도가 실제로 불규칙한 채우기 사이에서도 최적임을 증명하였다.
입맞춤 수 문제는 같은 반지름의 중심 구에 닿을 수 있는 고정된 반지름의 구의 최대 수를 묻는 문제이다. 위에서 언급한 E8 격자 채우기에서 주어진 구는 이웃한 240개의 구와 접촉하는데, 0이 아닌 최소 노름인 2를 노름으로 갖는 격자점이 240개 있기 때문이다. 이는 1979년에 8차원에서 가능한 최대 수라는 것이 밝혀졌다.
구 채우기 문제와 입맞춤 수 문제는 매우 어렵고 최적해는 1, 2, 3, 8 및 24차원에서만 알려져 있다. (입맞춤 수 문제의 경우 4차원에서도 알려져 있다.) 8차원과 24차원에서 해가 알려져 있다는 사실은 부분적으로 E8 격자와, 이와 유사한 24차원 격자인 리치 격자의 특수한 성질에서 비롯된다.

## 세타 함수
어떤 (양의 정부호) 격자 Λ를 다음과 같이 주어진 세타 함수와 연관시킬 수 있다.
{\displaystyle \Theta _{\Lambda }(\tau )=\sum _{x\in \Lambda }e^{i\pi \tau \|x\|^{2}}\qquad \mathrm {Im} \,\tau >0.}
격자의 세타 함수는 상반평면 위의 정칙 함수이다. 게다가, 계수 n의 짝 유니모듈러 격자의 세타 함수는 실제로 가중치 n/2의 모듈러 형식이다. 정수 격자의 세타 함수는 종종 {\displaystyle q=e^{i\pi \tau }}에 대한 멱급수로 작성되고, 이때 qn의 계수는 노름 n인 격자점의 개수이다.
정규화해서 같은 형식을 같다고 간주하면 가중치 4와 레벨 1을 갖는 모듈러 형식은 아이젠슈타인 급수 G4(τ)가 유일하다. E8 격자에 대한 세타 함수는 G4(τ)에 비례해야 한다. 정규화는 노름 0인 벡터가 유일하다는 점을 사용하여 수정할 수 있고, 이를 통해
{\displaystyle \Theta _{\Gamma _{8}}(\tau )=1+240\sum _{n=1}^{\infty }\sigma _{3}(n)q^{2n}}
를 얻는다. 여기서 σ3(n)은 약수 함수이다. 따라서 노름 2n의 E8 격자 벡터의 수는 n의 약수의 세제곱의 합의 240배이다. 이 급수의 처음 몇 가지 항은 (OEIS의 수열 A004009)이다.
{\displaystyle \Theta _{\Gamma _{8}}(\tau )=1+240\,q^{2}+2160\,q^{4}+6720\,q^{6}+17520\,q^{8}+30240\,q^{10}+60480\,q^{12}+O(q^{14}).}
E8 세타 함수는 다음과 같이 야코비 세타 함수로 작성할 수 있다.
{\displaystyle \Theta _{\Gamma _{8}}(\tau )={\frac {1}{2}}\left(\theta _{2}(q)^{8}+\theta _{3}(q)^{8}+\theta _{4}(q)^{8}\right)}
{\displaystyle \theta _{2}(q)=\sum _{n=-\infty }^{\infty }q^{(n+{\frac {1}{2}})^{2}}\qquad \theta _{3}(q)=\sum _{n=-\infty }^{\infty }q^{n^{2}}\qquad \theta _{4}(q)=\sum _{n=-\infty }^{\infty }(-1)^{n}q^{n^{2}}.}

## 응용
1982년 마이클 프리드먼은 교차 형식이 E8 격자로 주어지는 E8 다양체라고 하는 4차원 다양체를 구성하였다. 이는 매끄러움 구조와 삼각화가 존재하지 않는 다양체의 예이다.
끈 이론에서 잡종 끈은 26차원 보손 끈과 10차원 초끈의 독특한 하이브리드이다. 이론이 올바르게 작동하려면 16개의 일치하지 않는 차원이 순위 16의 짝 유니모듈러 격자에서 압축되어야 한다. 이러한 격자는 Γ8⊕Γ8 와 Γ16 두 가지가 있다. 이는 E8×E8 잡종 끈과 SO(32) 잡종 끈으로 알려진 두 가지 버전의 잡종 끈으로 이어진다.

## 같이 보기
- 리치 격자
- E8 (수학)
- 반정규 E-폴리토프